# 筑波町
筑波町（つくばまち）は、かつて茨城県筑波郡に存在した町。現在のつくば市北部にあたる。

## 地理

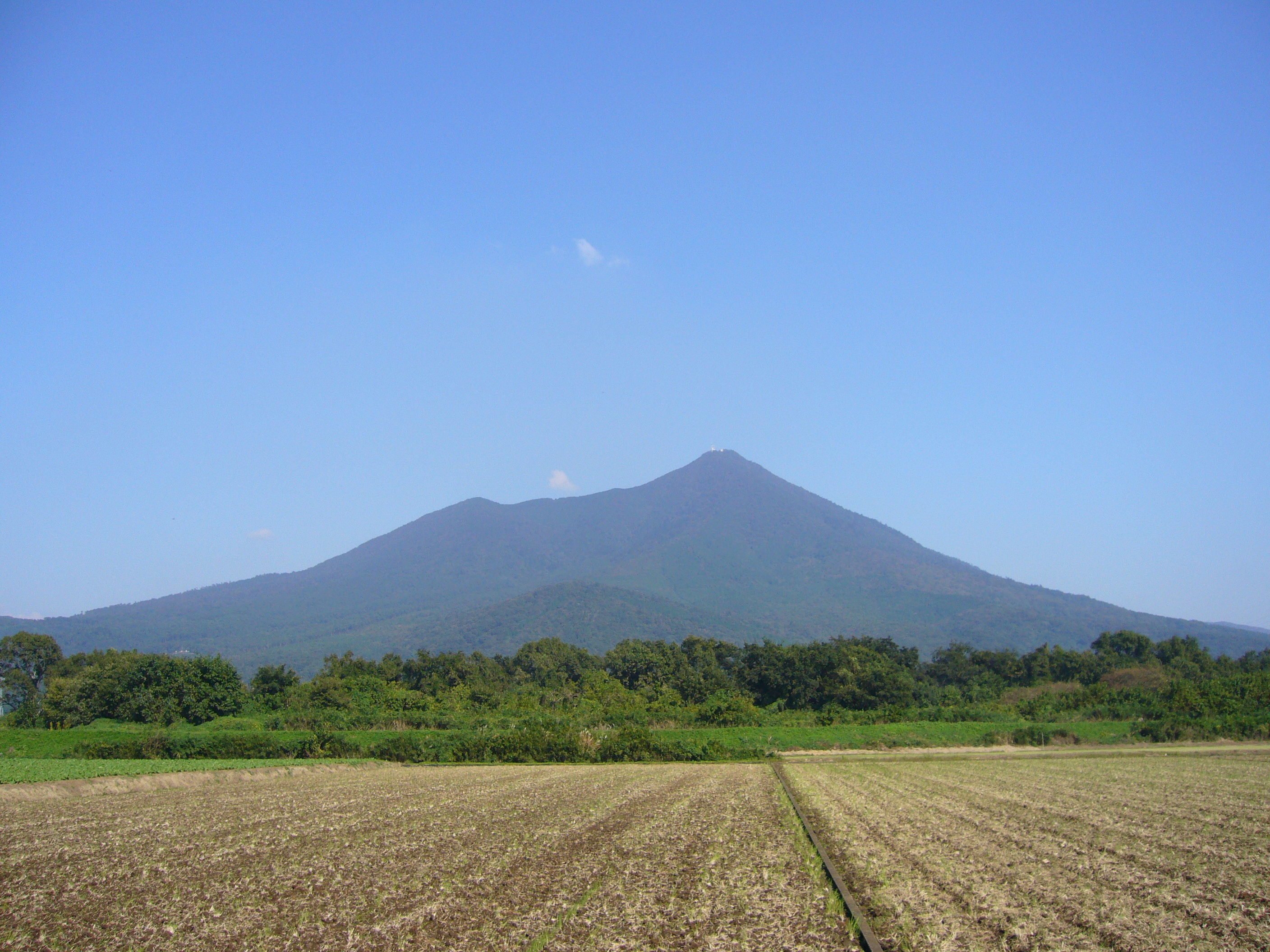
筑波山

- 山：筑波山
- 河川：桜川、小貝川

## 歴史
- 1889年（明治22年） - 町村制施行に伴い、筑波郡上大島村、国松村、筑波村、沼田村の区域をもって筑波町が成立。
- 1955年（昭和30年）2月1日 - 北条町、小田村、田井村、田水山村が新設合併し、改めて筑波町が発足。
- 1955年 - 北条地区警察署を筑波警察署に改称。
- 1956年（昭和31年）9月30日 - 作岡村を編入する。
- 1957年（昭和32年）7月1日 - 菅間村を編入。
- 1961年（昭和36年）4月1日 - 茨城県立土浦第二高等学校北条分校が独立し、茨城県立筑波高等学校発足。
- 1963年 - 筑波山に町営駐車場完成（現在はつくば市営駐車場）。
- 1965年（昭和40年）
  - 4月29日 - 筑波スカイライン開通。
  - 8月11日 - 筑波山ロープウェイ開通。
- 1969年（昭和44年）- 筑波山が国定公園の指定を受ける。
- 1974年（昭和49年）4月 - 水守地区に筑南地方広域行政事務組合第一衛生センターゴミ焼却場（現・つくば市環境保全部クリーンセンター）完成。
- 1978年（昭和53年）3月 - 筑波警察署移転、新庁舎完成（1988年、つくば北警察署と改称→2020年、警察署の統合・廃止にともないつくば警察署つくば北警察センターとして改編）。
- 1979年（昭和54年）12月 - 筑波町役場移転、新庁舎完成。敷地内に筑南地方広域行政事務組合第二圏民センター完成（現在の市民ホールつくばね）。
- 1984年（昭和59年）8月 - 筑波総合体育館完成。
- 1988年（昭和63年）1月31日 - つくば市に編入。同日筑波町廃止。

## 行政

### 歴代町長
1. 飯田茂 （1955年3月19日就任）
2. 遠藤重吉 （1959年3月6日就任）
3. 飯田茂（1963年3月6日就任）
4. 宮本信三 （1965年4月13日就任）
5. 原十郎 （1973年1月21日就任）
6. 堀田乾次郎 （1977年1月21日就任）
7. 井坂敦実 （1985年1月21日就任）

## 交通

### 鉄道
町域を通る鉄道路線は存在しない。かつては筑波鉄道筑波線が町域を通っていたが、1987年（昭和62年）3月31日に廃止された。
- 筑波鉄道
  - 筑波線（1987年廃止）：常陸小田駅 - 常陸北条駅 - 筑波駅 - 上大島駅

### 道路
有料道路
- 筑波スカイライン（2006年無料開放）
- 表筑波スカイライン（2004年無料開放）

一般国道
- 国道125号
- 国道408号

主要地方道
- 茨城県道14号下館筑波線
- 茨城県道19号取手筑波線
- 茨城県道41号筑波益子線
- 茨城県道42号笠間筑波線
- 茨城県道53号豊里千代田線

一般県道
- 茨城県道132号赤浜上大島線
- 茨城県道133号赤浜谷田部線
- 茨城県道200号藤沢豊里線
- 茨城県道213号長高野北条線
- 茨城県道214号沼田下妻線
- 茨城県道236号筑波公園永井線

## 出身者
- 株木政一 - 株木建設創業者[1]